# Daletice
Daletice (hongrois : Deléte) est un village de Slovaquie situé dans la région de Prešov.

## Histoire
Première mention écrite du village en 1320.

## Démographie

### Évolution de la population
| Année:               | 1994. | 2004.    | 2014. | 2024. |
| -------------------- | ----- | -------- | ----- | ----- |
| Nombre de personnes: | 121   | 100      | 100   | 95    |
| Différence:          |       | -17,35 % | +0 %  | -5 %  |

| Année:               | 2023. | 2024. |
| -------------------- | ----- | ----- |
| Nombre de personnes: | 95    | 95    |
| Différence:          |       | +0 %  |